# Civrieux
Civrieux – miejscowość i gmina we Francji, w regionie Owernia-Rodan-Alpy, w departamencie Ain.

## Demografia
Według danych na styczeń 2012 r. gminę zamieszkiwały 1472 osoby, a gęstość zaludnienia wynosiła 74,5 osób/km².